# Chuck Horner
Charles Albert Horner (Davenport, 19 de octubre de 1936) es un general de cuatro estrellas retirado de la Fuerza Aérea de los Estados Unidos.
Durante la Guerra de Vietnam, voló en combate como piloto de Wild Weasel y recibió la Estrella de Plata. Durante la Operación Escudo del Desierto y la Operación Tormenta del Desierto (ambas de la Guerra del Golfo), estuvo al mando de las fuerzas aéreas estadounidenses, así como las de los aliados estadounidenses. Durante la primera fase del conflicto, sirvió brevemente como Comandante en Jefe mientras el general Norman Schwarzkopf todavía estaba en los Estados Unidos.

## Carrera militar
Nativo de Iowa, ingresó a la Fuerza Aérea de los Estados Unidos a través del programa del Cuerpo de Entrenamiento de Oficiales de Reserva. Fue comisionado en la Reserva de la Fuerza Aérea el 13 de junio de 1958, justo antes de su graduación de la Universidad de Iowa.
Es un piloto de mando con más de 5.300 horas de vuelo en una variedad de aviones de combate. Durante la Guerra de Vietnam, voló 41 misiones de combate sobre Vietnam del Norte en el F-105. Más tarde voló más de 70 misiones de combate como piloto del F-105 Wild Weasel, atrayendo deliberadamente fuego antiaéreo para identificar y destruir las defensas norvietnamitas.
Después del entrenamiento de vuelo primario en la base Lackland, entrenamiento de jet en Laredo AFB, entrenamiento de artillería en la base Williams, entrenamiento superior y entrenamiento de transición F-100D en la base Nellis, la primera asignación operativa de Horner fue en octubre de 1960 con la 48.° Ala de caza en RAF Lakenheath. En 1963, fue reasignado a la 4.° Ala de Caza Táctico y la Base Seymor Johnson, donde voló el F-105. Desde abril hasta agosto de 1965, fue asignado como piloto de F-105 en la base Korat en Tailandia, volando misiones sobre Vietnam del Norte. De agosto de 1965 a 1967, regresó a la base Nellis como instructor de F-105, y se involucró en una serie de proyectos que involucraban a otras aeronaves y se sometió al entrenamiento de F-105 Wild Weasel. En 1967, regresó a la base Korat, volando en misiones de bombardeo de radar nocturno y Wild Weasel.
Regresó a Nellis AFB en agosto de 1967, donde, después de la asignación inicial al Ala de Entrenamiento de Tripulación de Combate, terminó volando como instructor en la Escuela de Armas de Combate. En marzo de 1968, se unió al nuevo Centro de Armas de Combate en Nellis. De 1970 a 1972 fue asignado como oficial de estado mayor a la sede del Comando Aéreo Táctico (TAC) en Langley AFB, seguido de cuatro meses de trabajo de posgrado en el College of William and Mary, donde obtuvo su Maestría en Administración de Empresas. A esto le siguió una asignación de tres años en el Pentágono y una asignación posterior en la Escuela Nacional de Guerra en Seymore Johnson AFB.
En enero de 1977, participó en su primer ejercicio de Bandera Roja. Su siguiente asignación fue en Luke AFB, como subcomandante de la 58°a Ala de caza. En 1980, fue reasignado a Nellis como Wing Commander del 474th Tactical Fighter Wing, que estaba equipado con F-4D pero programado para la transición a F-16A. El comandante del TAC, general Wilbur L. Creech, siguió moviendo a Horner; que comandaba en cuatro bases diferentes, dos divisiones aéreas, el Centro de Armas de Defensa Aérea y finalmente la Novena Fuerza Aérea.
Fue Comandante en Jefe del Comando de Defensa Aeroespacial de América del Norte y del Comando Espacial de los Estados Unidos; y Comandante del Comando Espacial de la Fuerza Aérea, Peterson Air Force Base, Colorado de 1992 a 1994. Fue responsable de la defensa aeroespacial de Estados Unidos y Canadá, y de la explotación y control del espacio para propósitos nacionales a través de una red de satélites y tierra. estaciones de todo el mundo.
Ha comandado un ala de entrenamiento táctico, un ala de combate, dos divisiones aéreas y una Fuerza Aérea numerada. Mientras era comandante de la 9.° Fuerza Aérea, también comandó las Fuerzas Aéreas del Comando Central de los Estados Unidos, al mando de todos los activos aéreos estadounidenses y aliados durante las operaciones Escudo del Desierto y Tormenta del Desierto en la Guerra del Golfo.